# Ecodistrict
Een ecodistrict is een neologisme dat de termen "district" en "eco" associeert. Het duidt op stadsplanning die erop gericht is de doelstellingen van duurzame ontwikkeling en sociale rechtvaardigheid te integreren en de ecologische voetafdruk van een buurt, stedelijk gebied of regio te verkleinen. Dit concept dringt erop aan dat alle milieukwesties in overweging moeten genomen worden tijdens de ontwikkeling door middel van een samenwerkingsproces. Dit kunnen kwesties zoals duurzame mobiliteit, duurzaam gebruik van hulpbronnen tot de ontwikkeling van een natuurlijk ecosysteem.

## Het EcoDistricts protocool
In de Verenigde Staten werd een protocool ontwikkeld voor de ontwikkeling van Ecodistricten. Tegenwoordig wordt dit protocool gezien als de gouden standaard bij de ontwikkeling van ecodistrict. Het is gericht aan overheden, gemeenschapsorganisaties en de private sector die interesse hebben om een dergelijk traject op te starten. Het protocool leunt op 3 imperatieven: rechtvaardigheid, veerkracht en klimaatbescherming. Daarnaast werden ook zes prioriteiten geïdentificeerd:
- Plaats: ter bevordering van de ontwikkeling van een inclusieve en bruisende gemeenschap
- Welvaart: ter bevordering van duurzame educatieve en economische kansen
- Mentale en fysieke gezondheid: zorgen voor de gezondheid van de mensen die gebruikmaken van het district (wonen, leven of werken)
- Verbinding: ter bevordering van het maken van connecties tussen de mensen en plaatsen
- Levende infrastructuur: ter bevordering van de ontwikkeling van natuurlijke ecosystemen
- Regeneratie van hulpbronnen: ter bevordering van een duurzaam gebruik en verwerking van de hulpbronnen zoals energie, water, voedsel en afval

## Bestaande ecodistricten

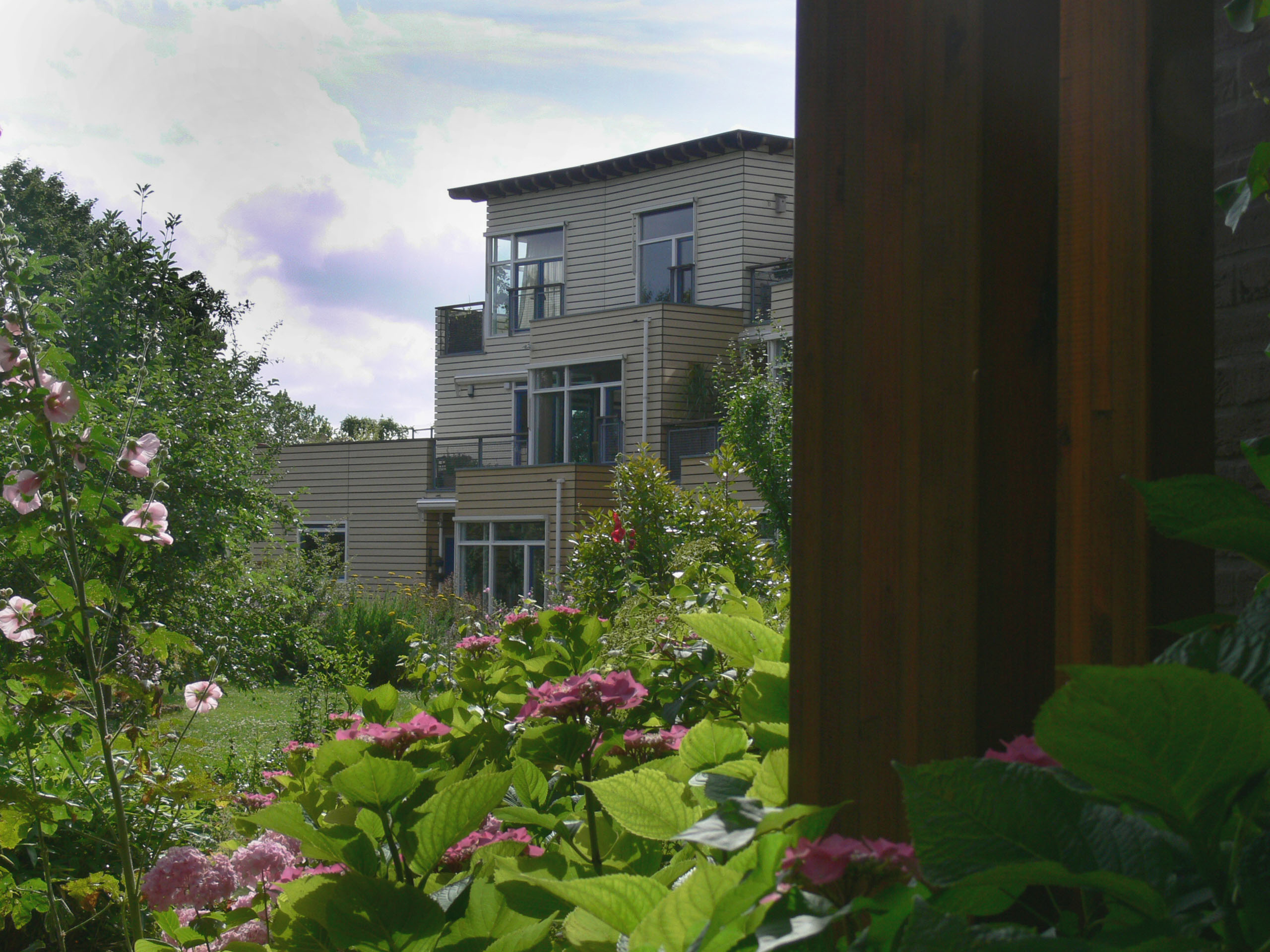
Zorginstelling voor ouderen in Lanxmeer (NL)

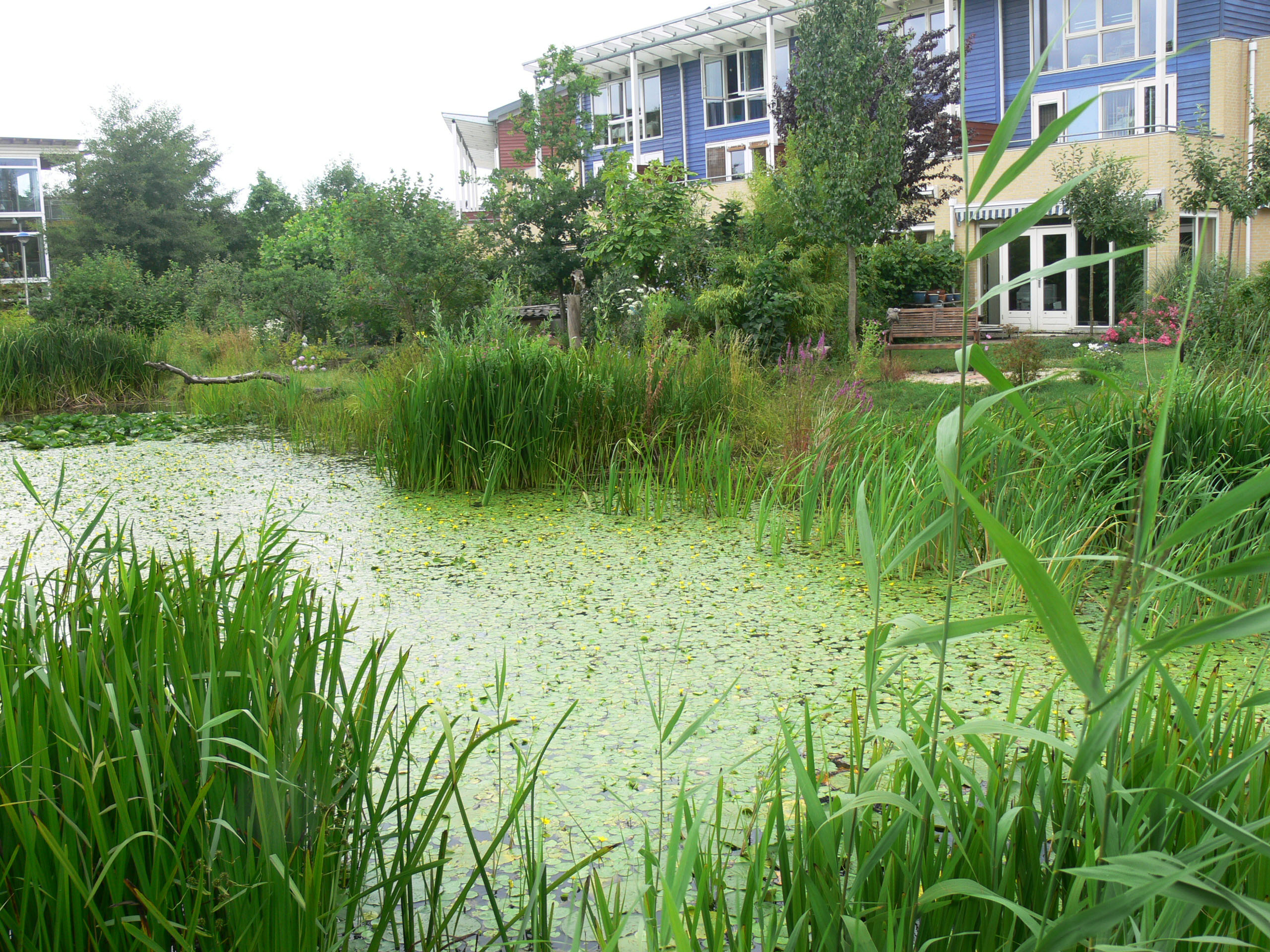
Vijver in Lanxmeer (NL)

Ecodistricten zijn te vinden in stedelijke regio's zoals:
- Audubon Park Garden District[1] - Orlando (Florida) (VS)
- Stockholm - Hammarby Sjöstad (Zweden)
- Hannover (Duitsland)
- Marseille - Euromediterranée - (Frankrijk)
- Bordeaux[2] - (Frankrijk)
- Freiburg im Breisgau - Vauban, Freiburg (Duitsland)
- Malmö - BO01 (Zweden)
- Londen - BedZED (Verenigd Koninkrijk)
- Grenoble - De Bonne en Blanche Monier (Frankrijk)
- Dongtan (China)
- EVA Lanxmeer (Nederland)
- Amsterdam Noord (Nederland)[3]
- Jono district - Kitakyushu (Japan)
- Frequel-Fontarabie - Parijs (Frankrijk)
- Atlanta - Midtown, Atlanta, Georgia (VS)
- Energiehub-project[4] — Tweewaters Leuven (België)
- Etna, PA - Etna, Pennsylvania (VS)
- Seaholm District - Austin, Texas (VS)